# Matilda Södergran

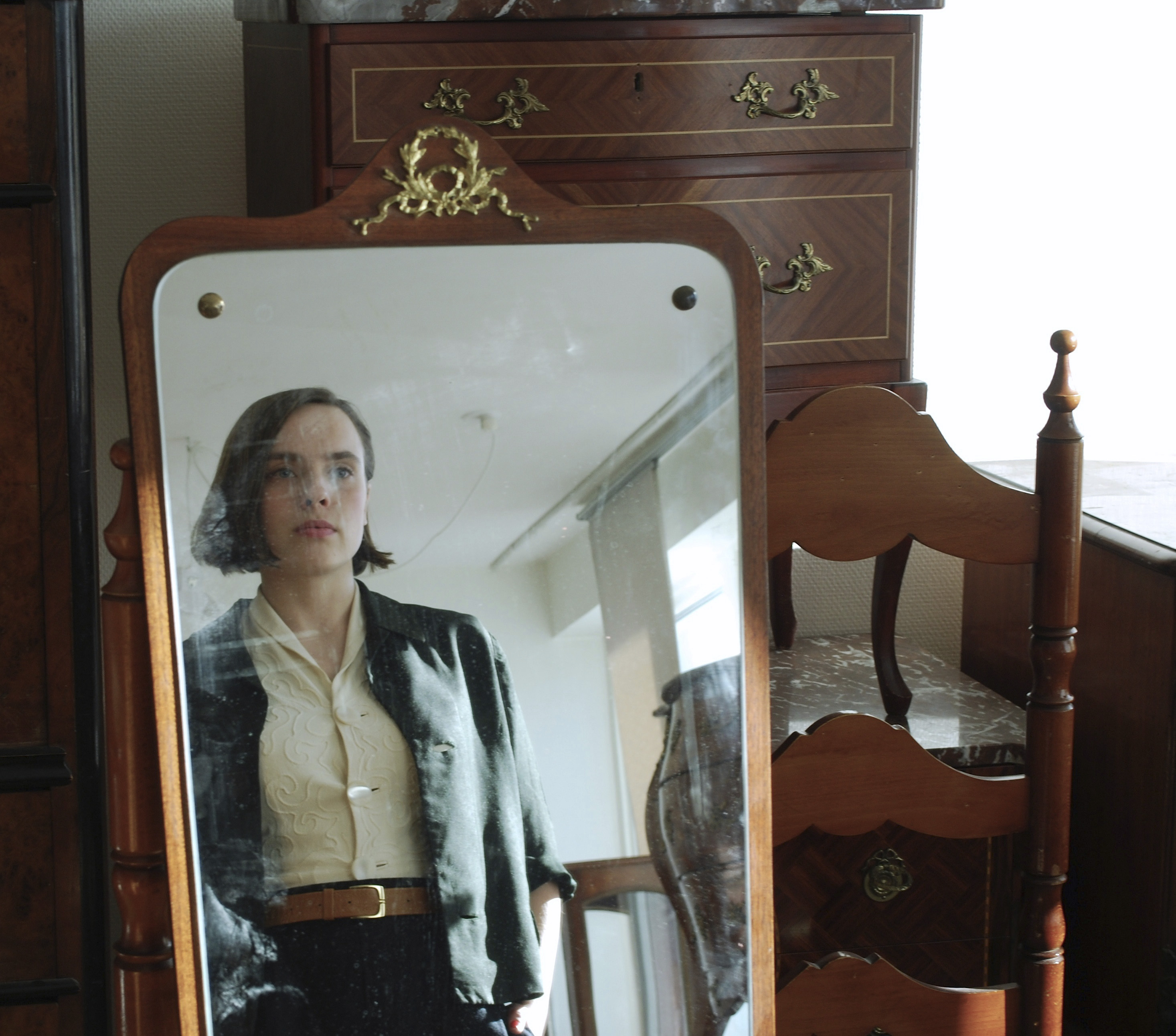
Matilda Södergran i januari 2008.

Matilda Södergran, född 17 november 1987 i Korsnäs, är en finlandssvensk poet, kritiker och översättare. Södergran är född och uppvuxen i Finland, men arbetar numera i Sverige och är bosatt i Östra Ryd utanför Norrköping. Hon har gett ut fem diktverk: Överlevorna från 2018, Lotusfötter från 2014, Maror (ett sätt åt dig) från 2012, Deliranten från 2009 och Hon drar ådrorna ur från 2008. Ett urval av hennes dikter har översatts till engelska i antologin Six Finnish Poets (2013). Matilda Södergran är en avlägsen släkting till Edith Södergran.
Södergran har beskrivit sitt författarskap som en strävan efter att med olika medel bemöta och utmana allvar. Maktanalys, fängslande könsroller och kropp är central tematik i skribentens poetiska diskurs.

## Mottagande
Södergran har uppmärksammats för sin feministiska diktning. Diktsamlingen Maror (2012) behandlar teman som tuktandet av kvinnokroppen. I Lotusfötter (2014) utmanar Södergran gränser för den linjära berättelsen i sin undersökning av våldets struktur, det kvinnliga intellektet och den aktiva kvinnokroppen. I en recension av Lotusfötter skrev tidskriften Ny tids kritiker att Matilda Södergran ”rör sig med säkerhet och precision på nya områden, både tematiskt och formmässigt.”

## Priser och utmärkelser
Matilda Södergran har också vunnit ett flertal pris för sin diktning, däribland första pris i Arvid Mörne-tävlingen 2006 och Svenska litteratursällskapets pris 2013. När Matilda Södergran tilldelades Årets litteraturpris vid Kreagalan 2013 beskrevs hon som ”En ung författare med en förmåga att skapa magiska universum där det poetiska och det sköra möter ordens kraftfullhet. Med ovanlig språkkänsla har hon befäst sin plats som poet i Norden.” År 2019 tilldelades Södergran Sveriges Radios lyrikpris för Överlevorna och år 2022 mottog hon Granberg-Sumeliuska priset från Svenska litteratursällskapet i Finland för romanen Nell.